# Новая Михэлаша
Новая Михэлаша, Михэлаша Ноуэ (рум. Mihălaşa Nouă) — село в Теленештском районе Молдовы. Наряду с селом Михэлаша входит в состав города Теленешты.

## География
Село расположено на высоте 56 метров над уровнем моря.

## Население
По данным переписи населения 2004 года, в селе Михэлаша Ноуэ проживает 303 человека (154 мужчины, 149 женщин).
Этнический состав села:
| Национальность | Число жителей | Процентный состав |
| -------------- | ------------- | ----------------- |
| молдаване      | 300           | 99,01             |
| румыны         | 2             | 0,66              |
| украинцы       | 1             | 0,33              |
| Всего          | 303           | 100 %             |